# Danske civil- og akademiingeniørers Pensionskasse
Danske civil- og akademiingeniørers Pensionskasse (DIP) var en dansk pensionskasse. I november 2019 blev fusionen med Juristernes og Økonomernes Pensionskasse officiel, og den nye pensionskasse P+ - Pensionskassen for Akademikere blev dannet. Den administrerende direktør var Søren Kolbye Sørensen.
DIP blev etableret i 1953 af den daværende Dansk Ingeniørforening, nu Ingeniørforeningen i Danmark (IDA).
DIP var delvist sammenlagt med JØP, Juristernes og Økonomernes Pensionskasse, siden 2015 i et administrationsfælleskab ved navn P+ (i folkemunde DIP/JØP) efter at have samarbejdet i en årrække. I 2017 bad IDA DIP om at fusionere med den anden pensionskasse for ingeniører, ISP.